# Shimadzu All Japan Indoor Tennis Championships 2010
Il Shimadzu All Japan Indoor Tennis Championships 2010 è stato un torneo professionistico di tennis maschile giocato sul sintetico indoor, che faceva parte dell'ATP Challenger Tour 2010. Si è giocato a Kyoto in Giappone dall'8 al 14 marzo 2010.

## Partecipanti

### Teste di serie
| Nazionalità   | Giocatore          | Ranking* | Testa di serie |
| ------------- | ------------------ | -------- | -------------- |
| Polonia       | Michał Przysiężny  | 137      | 1              |
| Austria       | Martin Fischer     | 202      | 2              |
| Giappone      | Tatsuma Itō        | 203      | 3              |
| Ucraina       | Serhij Bubka       | 209      | 4              |
| Australia     | Greg Jones         | 215      | 5              |
| Germania      | Simon Stadler      | 217      | 6              |
| Nuova Zelanda | Daniel King-Turner | 227      | 7              |
| Germania      | Andre Begemann     | 229      | 8              |

- Ranking al 1º marzo 2010.

### Altri partecipanti
Giocatori che hanno ricevuto una wild card:
- Toshihide Matsui
- Junn Mitsuhashi
- Hiroki Moriya
- Kento Takeuchi

Giocatori passati dalle qualificazioni:
- Yuichi Ito
- Sho Katayama
- Hiroki Kondo
- Sebastian Rieschick

## Campioni

### Singolare
Yūichi Sugita ha battuto in finale  Matthew Ebden con il punteggio di 4–6, 6–4, 6–1

### Doppio
Martin Fischer /  Philipp Oswald hanno battuto in finale  Divij Sharan /  Vishnu Vardhan con il punteggio di 6–1, 6–2